# Zdenko Miletić
Zdenko Miletić (* 23. April 1968 in Sarajevo, SFR Jugoslawien) ist ein ehemaliger kroatischer Fußballtorwart und Torwarttrainer.

## Karriere
Der im damaligen Jugoslawien geborene Torwart kam mit seinen Eltern als Dreijähriger nach Deutschland und begann beim SV Wiesbaden mit dem Fußballspielen. 1983 kehrt er in das Land seiner Geburt zurück und spielt im Nachwuchs von Dinamo Zagreb. Von dort wechselte Miletić über den NK Zagreb zum NK Maribor. Der Bürgerkrieg in Jugoslawien veranlasst ihn zur Rückkehr nach Deutschland, wo seine Eltern weiterhin wohnten, und der Torhüter schließt sich dem SC Preußen Münster an. Bei den Westfalen wurde er zweimal Meister in der Oberliga, scheiterte mit dem Team aber jeweils an der Aufstiegsrunde. 1993 ging es weiter zum SC Verl, mit dem er 1994 die Qualifikation zur neu geschaffenen Regionalliga West/Südwest schaffte und in der Folgesaison sogleich Vizemeister wurde. 1995/96 wechselte er dann zu Arminia Bielefeld, deren Mannschaft vor dem SC Verl Meister der Regionalliga wurde und in die zweite Liga aufstieg. Bei Bielefeld kam er jedoch nur sporadisch zum Einsatz und war zumeist Ersatztorwart. Während Miletićs fast sieben turbulenten Jahren bei der Arminia, stieg das Team zweimal in die Bundesliga auf und zweimal ab. Im Februar 2002 wechselte er zum FC Augsburg in die Regionalliga und wurde zum Stammtorhüter des Vereins. 2006 stieg er mit Augsburg in die zweite Bundesliga auf, nachdem das Team in den vier davor liegenden Jahren immer mindestens Vierter der Liga wurde. Im Mai 2007 verlängerte Miletić seinen Vertrag bei Augsburg bis 2008, agierte jedoch nur noch als Standby-Profi. Bereits vor Ablauf dieses Vertrags wurde er im Oktober 2007 in den Trainerstab berufen und ist seither Torwarttrainer des Bundesligisten. Weiterhin war er für Notfälle auch als Spieler gemeldet, Manager Andreas Rettig brachte Miletić im Dezember 2011 als möglichen Kurzzeit-Ersatz für den bei der Afrikameisterschaft weilenden Marokkaner Mohamed Amsif ins Gespräch. Nach knapp 13 Jahren als Torwarttrainer beendeten die beiden Parteien im Sommer 2020 die weitere Zusammenarbeit.